# Onblavia freytagi
Onblavia freytagi är en insektsart som beskrevs av Nielson 1989. Onblavia freytagi ingår i släktet Onblavia och familjen dvärgstritar. Inga underarter finns listade i Catalogue of Life.